# Filosofia da educação
A filosofia da educação é o campo da filosofia que se ocupa da reflexão sobre os processos educativos, os sistemas educativos, a sistematização de métodos didáticos, entre  outros temas relacionados com a pedagogia. O seu escopo principal é a compreensão das relações entre o fenômeno educativo e o funcionamento da sociedade, e vários pensadores dele se ocuparam.
Uma das grandes questões da filosofia da educação é a dicotomia entre a educação como transmissão do conhecimento versus a educação crítica, como um incentivo à habilidade questionadora por parte do aluno. Como se conhece e o que significa conhecer também são questões abordadas e problematizadas pela filosofia da educação.

## Filosofia da Educação

### Idealismo

#### Platão -Data:424/423 a.C - 348/347 a.C

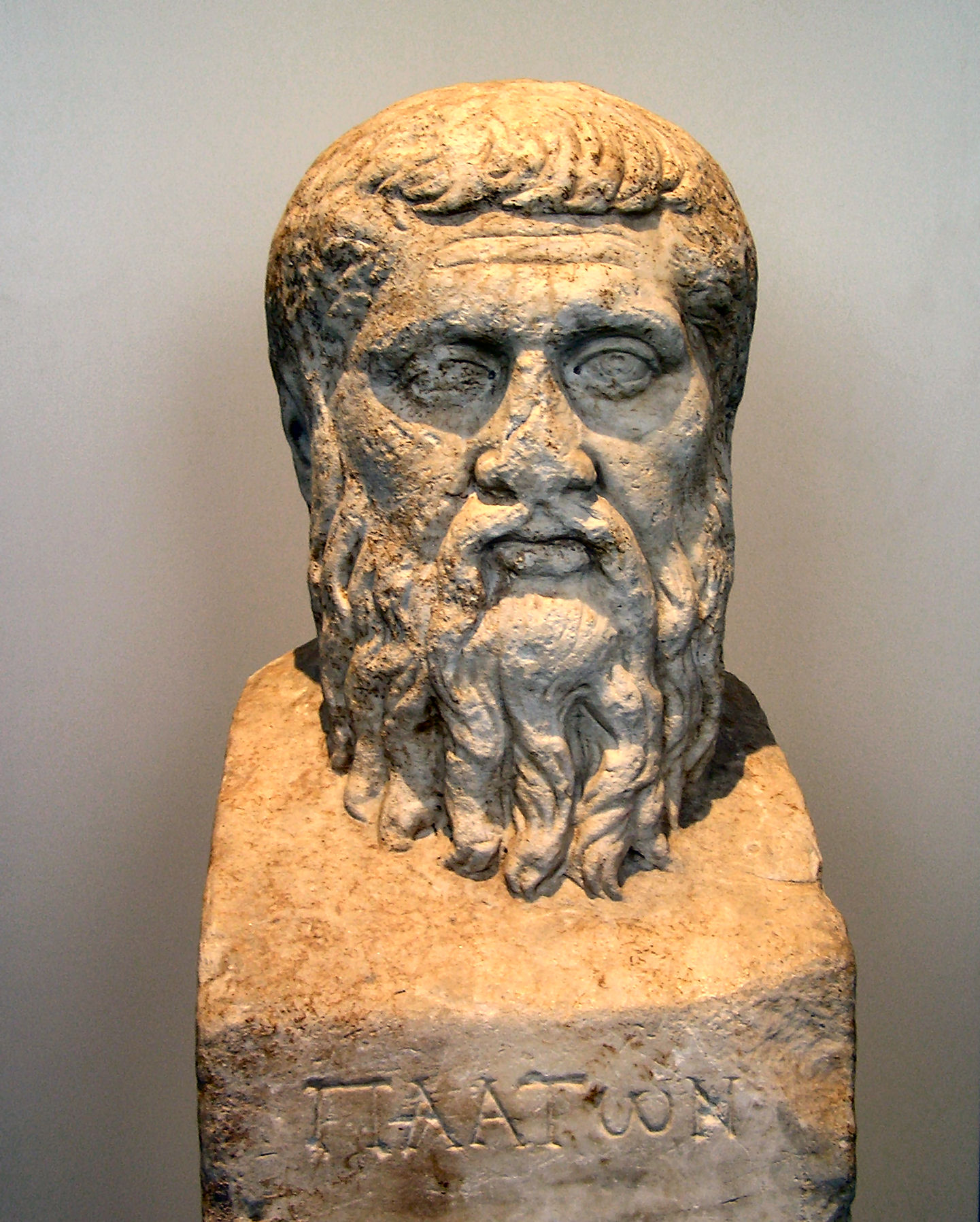
Busto de Platão. (Altes Museum, Berlim.

A filosofia de Platão foi baseada em sua visão da República ideal, onde o indivíduo era melhor servido ao ser subordinado a uma sociedade justa. Ele defende remover as crianças dos cuidados de suas mães e cuidar delas através do Estado, com grande cuidado para diferenciar as crianças adequadas para as várias castas, a maior delas recebendo a melhor educação, para que elas possam agir como guardiões da cidade e cuidar dos menos aptos. A educação seria holística, incluindo fatos, habilidades, disciplinas físicas, e música e arte, que ele considerava a maior forma de esforço.
Platão acreditava que o talento não era distribuído geneticamente e portanto deveria ser encontrado em crianças de qualquer classe social. Ele desenvolveu isso ao insistir que aqueles considerados aptos deveriam ser treinados pelo Estado para que fossem qualificados para assumir o papel de uma classe dominante. Isso estabelece, essencialmente, um sistema de educação pública seletiva baseada na premissa que uma minoria educada da população é, por virtude da sua educação, suficiente para uma governança sadia.
Os escritos de Platão contém algumas das seguintes ideias:
A educação elementar deveria ser confinada para a classe guardiã até a idade de 18 anos, seguido de dois anos de treinamento militar compulsório, e depois ensino superior para aqueles que estivessem qualificados. Enquanto que o ensino elementar moldava a alma para responder ao ambiente, o ensino superior ajudava a alma a procurar pela verdade que a ilumina. Tanto os meninos como as meninas recebiam o mesmo tipo de educação. Educação elementar consistia de música e ginástica visando treinar e misturar qualidades gentis e fortes nos indivíduos e criar uma pessoa harmoniosa.
Ao chegar aos 20 anos, é feita uma seleção. Os melhores receberiam um curso avançado em matemática, geometria, astronomia e harmônica. O primeiro curso na área de ensino superior duraria dez anos. Esse curso seria para aqueles que estão mais aptos para a ciência. Aos 30 anos seria feita uma nova seleção; os qualificados estudariam dialética e metafísica, lógica e filosofia pelos próximos cinco anos. Eles estudariam a ideia do bem e os primeiros princípios dos seres. Depois de aceitar uma posição júnior nas forças armadas por quinze anos, a pessoa teria completado sua educação teórica e prática aos cinquenta anos.

#### Immanuel Kant
Data: 1724 – 1804
Immanuel Kant acreditava que a educação se diferencia do treinamento no sentido de que o primeiro envolve pensamento, no que o último não. Além de ensinar a razão, era de importância central para ele que fosse desenvolvido o caráter e o ensino das máximas morais. Kant era um grande apoiador do ensino público e aprender ao fazer.

### Campo Prático

#### Michel de Montaigne
Data: 1553 – 1592
Em um de seus Ensaios, intitulado “Sobre a educação das crianças”, Michel de Montaigne aborda o tema da educação. É uma tentativa de mudança do sistema de educação da época para os filhos da nobreza. Ou seja, Montaigne traça um plano de educação aristocrática.
Montaigne se mostra sempre contrariado à formação dos jovens por meio de objetos de estudos que fogem da vontade dos mesmos. A sua teoria da educação consiste em os jovens tenham liberdade nas suas escolhas, quererem aquilo sob o qual sua alma está mais inclinada. Para isso, o jovem precisa ter contato prévio com todas as coisas possíveis e depois escolher quais lhe agradam mais. A partir disso, começa de fato a educação do jovem. O que Montaigne está buscando romper aqui é com a tradição da educação baseada pela memorização por meio da leitura dos clássicos, ou seja, o jovem seria apenas um mero repetidor, e nada de útil tem nisso.
O autor começa a crítica em cima daqueles que praticavam à docência na época: “Obest plerumque iis, qui discere volunt, auctoritas eorum, qui docent.” (A autoridade dos que querem ensinar é, no mais das vezes, nociva para os que querem aprender). A crítica nesse pensamento é em relação a imposição de ideias do professor sobre o aluno e com isso as particularidades e desejos do aluno vão sendo deixadas de lado, ou melhor, não importam. Temos, como vimos, nessa época uma formação pautada por cópias e repetições de pensamento. Montaigne diz que “Tanto nos submeteram às andadeiras que já não temos os passos soltos: nosso vigor e nossa liberdade se extinguiram.” É, para o autor, problemática essa educação que atrofia o aluno e não mais o deixa aflorar seus próprios pensamentos, caminhar por conta própria.
Como para Montaigne o aluno deve ser instruído de diversas formas e caminhos, e depois escolher seu próprio caminho, a escolha de um bom docente seria fundamental. Teria que ser um docente que provoque o aluno e apenas aponte direções. Um docente que dialogue com o aluno o tempo todo e o aluno não pode apenas aceitar, mas necessariamente duvidar. É por meio dessa dúvida que surge de fato o papel da educação, ou seja, o papel da educação é aflorar o ser do aluno diante dos seus interesses, dúvidas. É o aluno e suas vontades que definem o caminho. Esse aluno também deve ser treinado para todos os momentos e não só mentalmente, mas também fisicamente: “É preciso acostumá-lo ao sofrimento e à dureza dos exercícios, a fim de treiná-lo para o sofrimento e a dureza da luxação, da cólica, do cautério: e também da prisão, e da tortura.”
Uma educação pautada não apenas na escola significa mostrar que tudo que está diante dos nossos olhos é de possível aprendizagem, ou seja, o mundo ao nosso redor é um livro. Para Montaigne, a sabedoria “livresca”, uma sabedoria quase que descolada da realidade, em muito atrapalha o aluno. Dentro desse livro que é o mundo, devemos nos posicionar quase que como em frente a um espelho, e conforme nossa posição, nosso ângulo ou perspectiva, aprendemos de múltiplas formas. No mundo o aluno deve ser colocado diante de interações humanas e viagens ao redor do mundo. Só diante de tudo isso, é que o aluno começa a praticar de fato seus aprendizados e consegue distinguir, a respeito do que aprendeu, o que serve para cada ocasião. Como diz Montaigne o aluno deve ter “...mais vontade de tornar-se homem hábil do que homem erudito...”.  O hábil utiliza seu saber e avalia a sua necessidade diante da sua realidade.    

## Teorias educacionais
- Tradicional
- Escola Nova
- Renovada
- Não-diretiva
- Progressista
- Libertária
- Libertadora
- Crítico social dos conteúdos
- Pedagogia da autonomia

## Alguns filósofos da educação
- Erasmo de Roterdão
- Paulo Freire
- Immanuel Kant
- Platão
- Jean-Jacques Rousseau
- Jean Piaget
- Delfim Santos
- Dermeval Saviani
- Tarso Mazzotti
- John Dewey
- Karl Jaspers
- Martin Buber
- Martin Heidegger
- Michel Foucault
- Maria Montessori
- Rudolf Steiner
- A. S. Neill